# 大井川鐵道大井川本線
大井川本線（おおいがわほんせん）は、静岡県島田市の金谷駅と同県榛原郡川根本町の千頭駅とを結ぶ大井川鐵道の鉄道路線である。このうち川根温泉笹間渡駅 - 千頭駅間は、2022年（令和4年）9月に襲来した台風15号の影響により、2025年（令和7年）6月現在も不通となっている。
蒸気機関車（SL）の動態保存・運行が行われている路線として知られる。また、元近鉄の特急用車両、元南海の急行用車両が、大井川鐵道に譲渡される前の塗色のままで運行されているほか、電気機関車（EL）牽引列車も運行されている。

## 路線データ
- 路線距離（営業キロ）：39.5 km
- 軌間：1,067 mm
- 駅数：20駅（起終点駅含む）
- 複線区間：なし（全線単線）
- 電化区間：全線（直流1,500 V）
- 閉塞方式：スタフ閉塞式（金谷駅 - 新金谷駅間）、自動閉塞式（新金谷駅 - 千頭駅間）
- 最高速度：65 km/h[1]

## 歴史
- 1921年（大正10年）7月6日：駿府鉄道に対し鉄道免許状下付（志太郡島田町 - 同郡東川根村間）[3]。
- 1922年（大正11年）5月1日：大井川鐵道に名称変更（届出）[4]
- 1923年（大正12年）2月22日：起業目論見変更認可（榛原郡金谷町 - 志太郡東川根村間）[5]
- 1927年（昭和2年）6月10日：金谷駅 - 横岡駅（現在は廃止）間開業[6]（1067 mm, 蒸気動力）。
- 1928年（昭和3年）7月20日：分岐点 - 居林駅（現在は廃止）間開業（貨物営業のみ）[7]。
- 1929年（昭和4年）12月1日：居林駅 - 家山駅間開業、分岐点 - 居林駅間の旅客営業開始[8]。
- 1930年（昭和5年）
  - 7月16日：家山駅 - 地名駅間開業[9]。
  - 9月23日：地名駅 - 塩郷（仮）駅間開業[10]。
  - 10月9日：内燃動力の併用を開始[11]。
- 1931年（昭和6年）
  - 2月1日：塩郷（仮）駅 - 下泉駅間開業[12]。
  - 4月12日：下泉駅 - 青部（仮）駅間開業[13]。
  - 12月1日：青部（仮）駅 - 千頭駅間開業[14]。
  - 12月2日：分岐点 - 横岡駅間廃止。
- 1949年（昭和24年）
  - 11月18日：金谷駅 - 千頭駅間1,500 V電化。
  - 12月1日：ELが運行開始。
- 1951年（昭和26年）8月8日：電車が運行開始。
- 1957年（昭和32年）10月22日：閉塞方式の変更届け出（票券→タブレット）。
- 1961年（昭和36年）
  - 1月25日：鉄道信号を色灯式に変更認可。
  - 8月：金谷駅 - 井川駅間直通「あかいし号」が運行開始。鉄道とバスを直結した周遊コース「赤石スカイラインコース」設定。
- 1965年（昭和40年）9月16日：代官町駅開業。
- 1969年（昭和44年）
  - 4月26日：静岡駅から国鉄の快速「奥大井」が千頭駅まで乗入れ開始。
  - 7月1日：大和田駅開業。
- 1970年（昭和45年）12月26日：自動信号化と列車誘導無線設置。自動信号化により五和駅（現：合格駅）、神尾駅、福用駅などが無人駅化。
- 1971年（昭和46年）
  - 1月1日：電車急行が運行開始。
  - 10月1日：郵便物をトラック輸送へ移行。
  - 11月20日：松島変電所自動化完工により無人化移行。
- 1973年（昭和48年）10月7日：浜松駅から国鉄の快速「すまた」が千頭駅まで乗り入れ開始。
- 1976年（昭和51年）7月9日：SLの本線営業運転を再開。
- 1983年（昭和58年）10月1日：貨物営業廃止。
- 1984年（昭和59年）12月6日：一部列車をワンマン運転化。
- 1985年（昭和60年） 7月23日：日切駅開業。
- 2002年（平成14年）2月27日：家山駅構内で列車脱線事故発生[15]。
- 2003年（平成15年）
  - 8月17日：神尾駅構内で土砂崩れが発生し、金谷駅 - 福用駅間が運休。SL急行・電車急行も運行中止[16]。
  - 9月25日：福用駅 - 千頭駅間でSL急行の運行を再開[17]。
  - 10月1日：笹間渡駅を川根温泉笹間渡駅に改称。
  - 10月25日：五和駅 - 神尾駅間に（仮）横岡駅が設置され、金谷駅 - （仮）横岡駅間の運転が再開[18]。
- 2004年（平成16年）
  - 3月18日：（仮）横岡駅 - 福用駅間の復旧工事が完了したため、午前をもって（仮）横岡駅の営業を終了。
  - 3月19日：全線での運行が再開[19]。
- 2014年（平成26年）7月14日：「きかんしゃトーマス号」が運行開始[20]。
- 2018年（平成30年）11月2日：新金谷駅駅舎が登録有形文化財に登録される[21][22]。
- 2020年（令和2年）
  - 4月6日：新型コロナウイルス感染症の流行拡大を受け、同日よりSL急行を運休。
  - 5月13日：同日より定期電車を大幅減便し、一部バス代行となる[23]。
  - 6月13日：通常ダイヤでの運行を再開[24]。SL急行「かわね路号」は運休継続。
  - 6月20日：SL急行「かわね路号」の運行を再開予定だったが[25]、19日に新金谷駅でSL入換作業中に分岐器を破損した影響で、金谷駅 - 新金谷駅間を運休しバス代行、SL急行もSLに不具合を起こし運休[26]。
  - 6月26日：「かわね路号」をEL牽引で運行再開[27]。
  - 7月2日：令和2年7月豪雨の影響で、金谷駅 - 新金谷駅間で法面崩土発生。この日から金谷駅 - 福用駅間バス代行、3日から23日まで金谷駅 - 新金谷駅間でバス代行となる。
  - 7月7日：五和駅 - 神尾駅間の倒木により金谷駅 - 千頭駅間でバス代行となる。
  - 7月11日：新金谷駅 - 千頭駅間の運行を再開。
  - 7月23日：金谷駅 - 新金谷駅間の運行を再開[28]。
  - 7月26日：大雨の影響で、家山駅 - 千頭駅間が不通となる[29]。「かわね路号」「きかんしゃトーマス号」は全線で運転見合わせとなる。
  - 8月7日：「きかんしゃトーマス号」が新金谷駅 - 家山駅間で運行再開（2往復）[30][31][注 1]。
  - 8月28日：家山駅 - 千頭駅間で電車運行再開[32]。
  - 11月12日：五和駅を合格駅に改称[33]。合格駅 - 神尾駅間に門出駅が開業[33]。
- 2022年（令和4年）
  - 9月24日：台風15号による土砂災害の影響で、当面全線見合わせ[34]。
  - 12月16日：金谷駅 - 家山駅間の運行を再開[35][36]。
- 2023年（令和5年）
  - 10月1日：家山駅 - 川根温泉笹間渡駅間の運行を再開[2]。区間急行・快速急行・快速を新設[37][38]。
  - 11月28日：家山発金谷行き臨時普通列車（EL牽引による客車列車）が、家山駅発車直後に連結器が外れ機関車と客車が分離する事象が発生[39]。翌29日には運輸安全委員会より重大インシデントと認定された[40]。
- 2024年（令和6年）
  - 6月6日：ダイヤ改正により、「きかんしゃトーマス号」の運転区間を拡大、快速急行・区間急行の停車駅・運行時間を変更、快速急行を定期列車化、土日祝を中心に準急を運行[41][42]。
  - 11月23日：土砂災害による休止以来、2年ぶりに千頭駅から青部駅まで列車が走行[43]。
- 2025年（令和7年）
  - 3月28日：不通となっている川根温泉笹間渡駅 - 千頭駅間の運行再開に向けた検討会にて、総費用約21億円の調達方法が決定[44]。約13億円は国と自治体の補助制度を活用し、約8億円は大井川鐵道が負担する[44]。ただし、後者のうち災害復旧に要する2.4億円は静岡県・島田市および川根本町で肩代わりする[44]。また機能回復に要する5.4億円は静岡県および島田市が3.6億円を貸し付け、1.8億円は川根本町が負担する[44]。全線の運行再開は2029年（令和11年）頃を目指す[45][46][注 2]。
  - 4月7日：ダイヤ改正により、SL急行の運転区間を金谷駅 - 川根温泉笹間渡駅間に拡大、快速急行・区間急行を廃止し普通列車へ変更[47]。

## 運行形態

### 現行の列車
| 種別          | 種別 | 金谷            | 新金谷          | 新金谷          | …               | 家山            | 家山            | …               | 川根温泉 笹間渡 | 備考                                |
| ------------- | ---- | --------------- | --------------- | --------------- | --------------- | --------------- | --------------- | --------------- | --------------- | ----------------------------------- |
| 普通          | 普通 | 下り3本 上り4本 | 下り3本 上り4本 | 下り3本 上り4本 | 下り3本 上り4本 | 下り3本 上り4本 | 下り3本 上り4本 | 下り3本 上り4本 | 下り3本 上り4本 |                                     |
| 普通          | 普通 | 2往復           |                 |                 |                 |                 |                 |                 |                 |                                     |
| 普通          | 普通 | 下り4本 上り3本 |                 |                 |                 |                 |                 |                 |                 |                                     |
| 普通          | 普通 | 下り1本 上り2本 | 下り1本 上り2本 |                 |                 |                 |                 |                 |                 | 臨時列車 SL運転日に運転             |
| 普通          | 普通 | 下り1本         | 下り1本         |                 |                 |                 |                 |                 |                 | 臨時列車 一部トーマス号運転日に運転 |
| 急行          | 急行 | 下り3本 上り1本 | 下り3本 上り1本 | 3往復           | 3往復           | 3往復           | 3往復           | 3往復           | 3往復           | 臨時列車 主に土休日に運転           |
| 特急          | 特急 |                 |                 | 2-3往復         | 2-3往復         | 2-3往復         | 2-3往復         | 2-3往復         | 2-3往復         | 臨時列車 主に土休日に運転           |
| 合計 （最大） | 下り | 14本            | 14本            | 11本            | 11本            | 11本            | 9本             | 9本             | 9本             | 同一日に運転されない列車は除く      |
| 合計 （最大） | 上り | 12本            | 12本            | 12本            | 12本            | 12本            | 10本            | 10本            | 10本            | 同一日に運転されない列車は除く      |

以下の列車が運行されている。電車は全線でワンマン運転を実施している。

#### 特急（きかんしゃトーマス号）
2014年（平成26年）より、「デイ・アウト・ウィズ・トーマス」の一環で、テレビアニメ『きかんしゃトーマス』の主人公であるトーマスを模した「きかんしゃトーマス号」が6月 - 12月の土休日中心に、夏休み期間はほぼ毎日運行されている。列車種別は「特急」である。
2015年（平成27年）7月11日からは登場機関車のジェームスを模した「ジェームス号」も運行が開始され、トーマス号との重連運転も行われた。しかし2020年（令和2年）から運行されていない。
2023年（令和5年）は、新金谷駅 - 家山駅間に2往復設定されていたが、家山駅では乗降できない往復遊覧運転で運行されていた。
2024年（令和6年）は、新金谷駅 - 川根温泉笹間渡駅間で2往復（7月・8月のみ3往復）運行され、復路に限り家山駅で乗降可能となった。
2025年（令和6年）は、新金谷駅 - 川根温泉笹間渡駅間で2往復（一部日程は3往復）運行され、往路の家山駅と川根温泉笹間渡駅でも乗降が可能となった。

#### SL急行・EL急行
正式種別は急行。2025年（令和7年）4月7日改正時点で、「南アルプス号」「かわね路号」として金谷駅 - 川根温泉笹間渡駅間で上り1本・下り3本、新金谷駅 - 川根温泉笹間渡駅間で上り2本が臨時列車として設定されている。同改正までは先頭でELが牽引し、SLが補機となる場合は「EL急行」として運転されていたが、同改正より「SL急行」として運転されている。また4月・5月の平日には補機なしで運行するSLが設定されており、上りは逆機運転（バック運転）となる。
2022年（令和4年）9月に襲来した台風15号による一部区間不通以前は、臨時列車の扱いだが原則として毎日、新金谷駅 - 千頭駅間に1日1往復運行されていた。休日など期間によっては1往復または2往復増発されることもあった。増発分は「南アルプス号」や列車名のないものもあったが、2011年（平成23年）10月1日のダイヤ改正で「かわね路号」に統一されている。主に冬季には検査などで運休となる日もある（主に火・木曜日）。
SL急行に乗車するには運賃に加えて急行料金大人1,500円・小児750円（2025年〈令和7年〉3月20日改定）が必要で、2019年（令和元年）10月1日からはEL急行にも「EL急行料金」が新設されたが、SL急行・EL急行共に金谷駅 - 新金谷駅間のみ乗車する場合、定期券で乗車する場合は急行券不要で乗車できる。
SLは客車を最短で3両（試運転時は2両以下の場合もある）、最長で7両牽引するが、長編成ではSL単機での牽引は不能となるため、最後尾に補助機関車（補機）としてEL（E10形・E31形・ED500形のいずれか）を連結する。補機を連結する条件は、牽引機の形式と客車の編成長によって変わり、C10形・C11形は客車5両から、C56形は客車4両から補機を連結する。SLの不調時は、客車の編成長に関係なく補機が連結される。
かつて大井川本線を走行するSLは、全て千頭方に正面を向けており、下り金谷発千頭行きでは正方向、上り千頭発金谷行きでは逆機で客車を牽引していたが、列車の先頭にSLが連結されることは変わらず、補機が連結される場合も同様で、補機は列車の最後尾に連結される。ただし、展望車（スイテ82形）を連結して運行する際は、最後尾を展望デッキとするため、SLの次位に補機を連結することもある。また2011年（平成23年）9月30日まで運行されていた新金谷車両区 - 金谷駅間の回送列車はこの逆となり、補機が先頭となっていた。
千頭駅構内に転車台があるのにもかかわらずSLが下り列車では正方向で、上り列車では逆機で客車を牽引していたのは新金谷駅構内に転車台がなかったからである。ただし、イベントや映画の撮影の際、千頭駅の転車台で方向転換が行われ、上下列車とも正方向で客車を牽引する場合もあった。その次の運行では、上下列車とも逆機で客車を牽引していた。そのまた次の運行では、通常の運行形態（下り列車は正方向で、上り列車は逆機で客車を牽引）に戻っていた。
静岡県島田市は、大井川鐵道のSLの向きを回転させるための転車台を、新金谷駅構内に新設する方針を2010年（平成22年）11月に決定。2011年（平成23年）に新転車台が同駅構内に設置され、同年10月7日（SLフェスタ2011の初日）に使用を開始した。これにより逆機は解消された。同時に、周辺は「SL広場」として整備された。この転車台は通常は動力で動作するが、観光目的などで手動で回転させることも可能である。これにあわせ、SL急行は同10月1日から全列車が新金谷駅 - 千頭駅間での運行となり、下りのSL急行は新金谷駅で金谷発新金谷行き列車から連絡するダイヤとなった。
2023年（令和5年）10月1日のダイヤ改正より、「かわね路号」のほか「南アルプス号」が再設定され、夜間に「ナイトSL」が新設された。また、上りの「南アルプス号」と一部の「かわね路号」はEL急行となった。2024年（令和6年）6月6日のダイヤ改正では、上り列車は全てEL急行となったほか、上りのみ金谷駅着列車が設定された。
2025年（令和7年）4月7日のダイヤ改正より、上りSL急行が再設定され（ただし従来通りELが先頭で牽引する便もある）、全列車が川根温泉笹間渡駅発着、下り列車が全て金谷駅始発となったほか、大井川第一橋梁にて徐行運転が実施される。なお、同年5月にSL（C10 8）に不具合が見つかり、また6月2日から10月9日までの予定でSLの検査のためSL急行は休止となる。休止期間中は後述のEL急行が運行される予定である。
2025年（令和7年）6月7日 - 8月31日の土曜日・休日には、国鉄特急型機関車風塗装に変更された「ED31 4」が牽引する急行列車「すまた」「かわかぜ」「奥大井」が合計3往復運転される（これに加え新金谷発金谷行きの臨時普通列車も1本運行）。乗車には運賃に加えて急行料金大人1,500円・小児750円が必要となるが、全車自由席で運転され、満席の場合は立席となる。なお、金谷駅 - 新金谷駅間のみ乗車する場合、「大井川本線フリーきっぷ（SL運転日用）」で乗車する場合は急行券不要で乗車できる。各列車名は「大井川鐵道ファンクラブ」参加者からの公募により決定された。

#### 普通

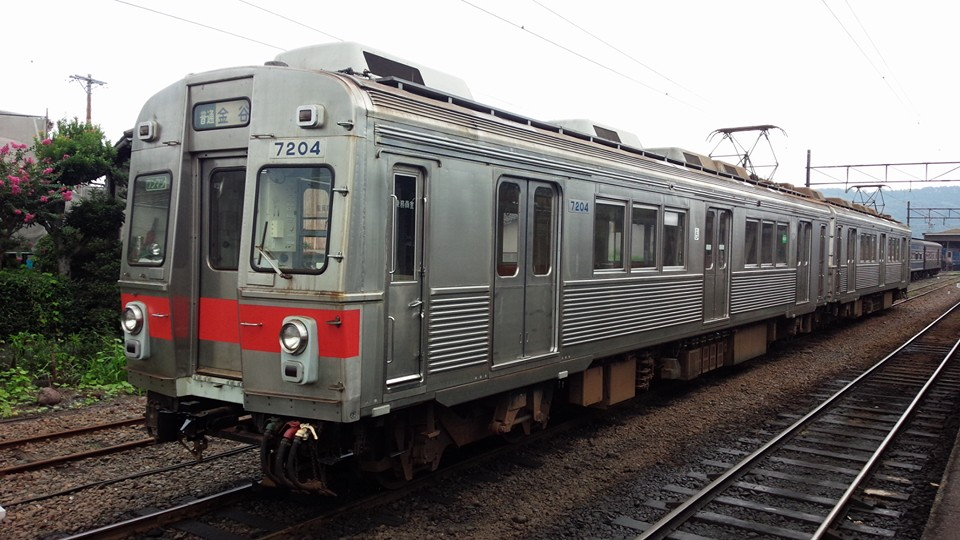
普通（7200系）

普通列車は、2025年（令和7年）4月7日改正のダイヤでは、定期列車が金谷駅 - 川根温泉笹間渡駅間で上り4本・下り3本、金谷駅 - 家山駅間で2往復、金谷駅 - 新金谷駅間で上り3本・下り4本、SL急行運転日を中心に運行する臨時列車が金谷駅 - 新金谷駅間で上り2本・下り1本運行されている。ほぼ全列車が電車による運行だが、新金谷発金谷行き臨時列車1本のみ、SL連結の客車列車で運行されている。
2023年（令和5年）6月20日 - 6月23日・6月27日 - 7月13日には、定期普通電車の代走としてEL牽引による客車普通列車が運行された。同年10月24日 - 12月27日の計13日間にも運行されるが、夏の運行とは異なり、臨時普通列車として増発の上運行される（運行本数は金谷駅 - 川根温泉笹間渡駅間上り1本・下り2本、金谷駅 - 家山駅間上り1本、新金谷駅 - 川根温泉笹間渡駅間上り1本、新金谷駅 - 家山駅間下り1本、これに加え金谷発新金谷行き臨時普通電車も1本運行）予定であったが、同年11月28日に発生した列車分離事象による車両不足のため、同月30日以降は運行を取り止めた（同29日は当初計画より運行がなかった）。
2016年（平成28年）3月12日改正のダイヤでは、金谷駅 - 千頭駅間の全線通し運行の普通電車が1日9往復運行されていた。前述のSL列車が新金谷発着に変更された2011年（平成23年）10月1日のダイヤ改正以降は、金谷駅からの利用者のため、SL列車運行日に運行される金谷駅 - 新金谷駅間の区間運転電車も設定されるようになった。

### 臨時列車

#### SL夜行列車
2024年（令和6年）12月7日、2025年（令和7年）1月25日・2月15日・3月1日・4月19日・5月24日出発で運行される臨時夜行列車。22時頃に新金谷駅を出発、新金谷駅 - 家山駅間を3往復運行し、翌朝6時頃に新金谷駅に到着する。なお新金谷駅到着後、7時までは車内滞在が可能となっている。
編成はC10 8と客車（2025年〈令和7年〉12月運行分は3両、2025年〈令和7年〉1月・2月運行分は4両、3月運行分以降は5両）とE34（2025年〈令和7年〉運行分以降）で運行される。
本列車は旅行商品として発売され、2025年（令和7年）2月運行分まではオンライン申込みによる抽選で、2025年（令和7年）3月運行分以降は「アソビュー!」で発売される。座席は全席指定で、ボックスシート1区画（1名または2名）単位で発売し、集合から翌日まで有効のフリーきっぷ・お弁当・お土産が含まれる。

#### 快速急行（山岳夜行）
2025年（令和7年）7月26日・8月2日・8月9日・8月16日出発で運行される臨時夜行列車。新金谷駅を22時前に出発、金谷駅・新金谷駅 - 家山駅間を往復し、翌朝6時頃に家山駅・川根温泉笹間渡駅に到着する。なお、家山駅では川根本町コミュニティバスの下り1便に接続する。また、川根温泉笹間渡駅からは、折り返しとなる定期列車の普通金谷行きに続けて乗車可能となっている。車両は16000系が使用される。なお、時刻表上では快速急行として運行される。
本列車は旅行商品として発売され、「アソビュー!」で発売される。座席は4種類設定される。また、夜食の弁当、夜鳴きそば、発車日翌日から翌々日まで使える大井川本線のフリーきっぷと川根温泉の入浴チケット、朝軽食が含まれる。
なお、「山岳夜行」は1970年（昭和45年）から1980年代後半まで夏季に運行していた登山客向け夜行列車で、当時は夏季に限り金谷駅に臨時停車していた東海道本線の夜行普通列車（通称「大垣夜行」）の接続を受けていた。本列車はこの「山岳夜行」の「リブート」と位置付けている。

#### 電車急行
主にイベント開催時や多客期に臨時列車として運転される。2020年（令和2年）11月12日の門出駅開業以降は、金谷駅・新金谷駅・門出駅・家山駅・川根温泉笹間渡駅（・千頭駅）に停車する。
2022年（令和4年）の台風15号で家山駅 - 千頭駅間が不通になるまでは臨時の急行電車が1往復設定されていたが、2024年（令和6年）10月時点では設定がない。
2003年（平成15年）8月17日に神尾駅で土砂崩れが発生する前までは定期列車として運行されていた。イベントによってや電車不足の際は、EL牽引の客車列車が充当されることがある。乗車には急行券150円が必要であったが、2016年（平成28年）6月11日から10月10日に運行された臨時電車急行から不要になった。ただし電車急行料金の設定は残っており、2019年（令和元年）10月1日に160円に改定された。
直近の臨時運行
- 2023年（令和5年）1月15日：さわやかウォーキング開催に伴い門出発金谷行が1本運転された。
- 2023年（令和5年）2月8日：さわやかウォーキング開催に伴い家山発金谷行が1本運転された。
- 2023年（令和5年）4月1日：さわやかウォーキング開催に伴い金谷駅 - 家山駅間で1往復運転された。乗車には「さわやかウォーキング専用乗車券」が必要とされた。なお門出駅には停車しなかった。
- 2024年（令和6年）1月1日 - 8日：川根温泉笹間渡発家山行が1本運転された。
- 2025年（令和7年）4月29日・4月30日・5月5日・5月6日：金谷駅 - 川根温泉笹間渡駅間で2往復（上り1本を除き金谷駅 - 新金谷駅間は普通として運転）、家山駅 - 川根温泉笹間渡駅間でも2往復運転された。

#### 直行
さわやかウォーキング開催に伴う臨時列車として、2025年（令和7年）1月12日に運行された。金谷駅・新金谷駅 - 門出駅間の運行で途中停車駅は新金谷駅のみ。2025年（令和7年）4月12日にも運行された。

### 過去の列車

#### 東海道本線直通列車
かつては東海道本線と線路がつながっており、実際に日本国有鉄道（国鉄、現：JR東海）の列車の乗り入れに使用されていたほか、貨物営業を行っていた頃には、貨車の収受も行っていた（金谷駅の入れ換え作業も大井川鉄道〈当時〉のELが行っていた）。ここから東海道本線直通列車として静岡駅発着の「奥大井」、浜松駅発着の「すまた」といった快速列車が乗り入れていたほか、大井川鐵道への譲渡車両を国鉄路線経由で搬入する際の入り口にもなっていた。1983年（昭和58年）にはミステリー列車の乗り入れで、サロンエクスプレス東京が大井川本線を走った。
しかし、観光客のマイカーや観光バス利用の増加には逆らえず、翌1984年（昭和59年）9月30日の「すまた」を最後に国鉄列車乗り入れは打ち切りとなり、翌年に駅構内の連絡線も除却された。現在、譲渡車両の搬入やSL貸し出しには道路を使用している。

#### ロマンス急行「おおいがわ」

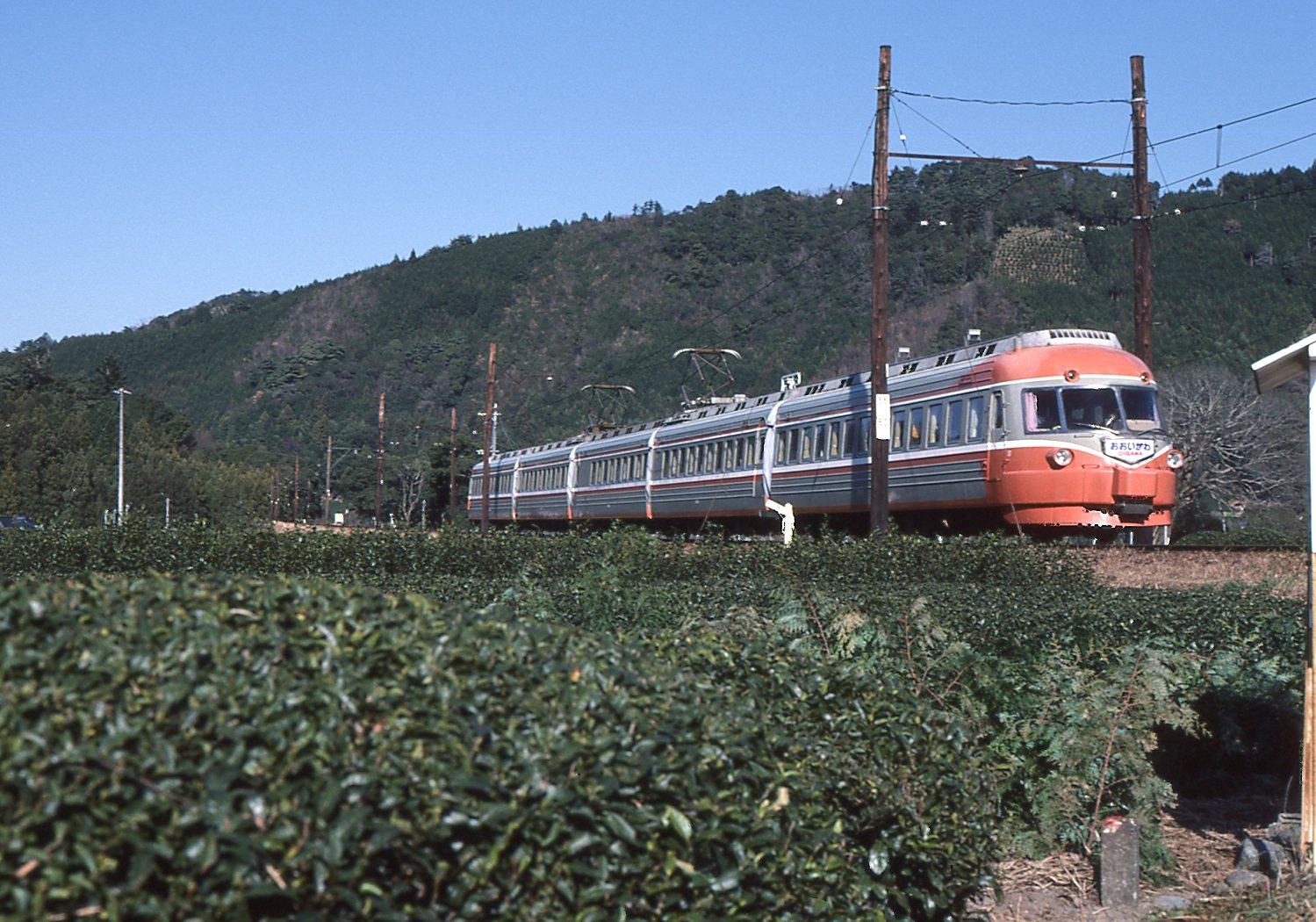
元小田急3000形SE車によるロマンス急行「おおいがわ」

1983年（昭和58年）には小田急の3000形SE車を譲り受け、「ロマンス急行」と銘打ち運行していたことがあった（「小田急3000形電車 (初代)#大井川鉄道への譲渡」参照）。しかし、5両編成と乗客の収容数が同線にしては多く、SL急行ほどの人気が得られず、ワンマン運転仕様に改造することも不可能であることから次第に持て余すようになり、結局1987年（昭和62年）に運用を離脱し、1992年（平成4年）に廃車となった。

#### 快速
2023年（令和5年）10月1日から新設された列車で、SL急行「かわね路」4号運転日のみ川根温泉笹間渡発家山行きが1本運行されていた。SL急行「かわね路」3号からの折り返しで、家山発のSL急行「かわね路」4号までの間合い運用となるため、EL牽引の客車列車で運行されるが、運賃以外で別途料金は必要としなかった。2024年（令和6年）6月6日のダイヤ改正で設定がなくなった。
2024年（令和6年）2月24日には、「停車型ナイトSL」として臨時SL列車が快速列車として新金谷駅 - 家山駅間で2往復が運行された（これに加え新金谷発金谷行きの臨時普通電車も1本運行）。停車駅はSL急行停車駅に加え、下りは2本とも福用駅・大和田駅に、上りは82列車が神尾駅・合格駅に、84列車が大和田駅・神尾駅にも停車した。なお指定券は発売されるものの、指定券不要でも乗車可能となっていた（空席を利用し、満席の場合は立席となる）。

#### 準急

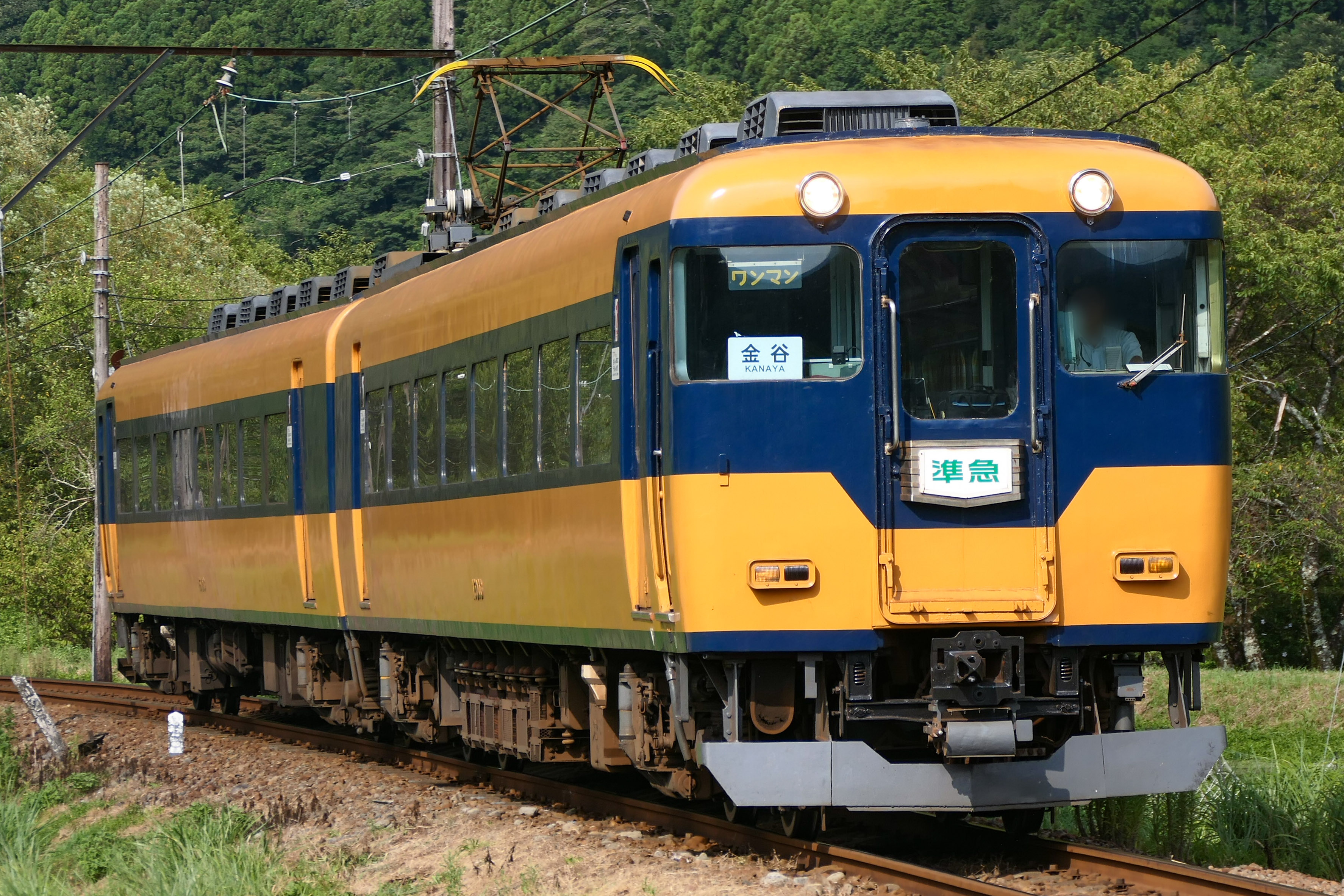
準急（16000系）

2024年（令和6年）1月からの「神尾駅たぬき駅化計画」に合わせて、同年1月21日から3月24日までの土休日に金谷駅 - 神尾駅間に臨時列車として3往復運転された（上り列車のうち1本は新金谷駅到着後、定期列車の普通金谷行きに変更して運行されていた）。
同年3月23日から4月7日までの土休日には、家山駅周辺の花見輸送のため、金谷駅 - 家山駅で1往復、金谷駅 - 川根温泉笹間渡駅間で2往復が運行された。なお神尾駅 - 家山駅・川根温泉笹間渡駅間は「延長」扱いとなっており、金谷駅 - 神尾駅間は神尾発着列車と同じダイヤとなっていた。
2024年（令和6年）6月6日のダイヤ改正からは、SL急行・EL急行運休期間の代替臨時列車として土休日を中心に昼間時間帯に金谷駅 - 川根温泉笹間渡駅間で3往復運転されていた。電車で運行されており、運賃以外に別途料金は不要であった。
2024年（令和6年）9月19日よりSL急行・EL急行の運転を再開したため、これ以降臨時電車は設定されておらず、停車駅案内等に記載されていたが、2025年（令和7年）4月7日ダイヤ改正以降、停車駅案内からも削除された。

#### 快速急行

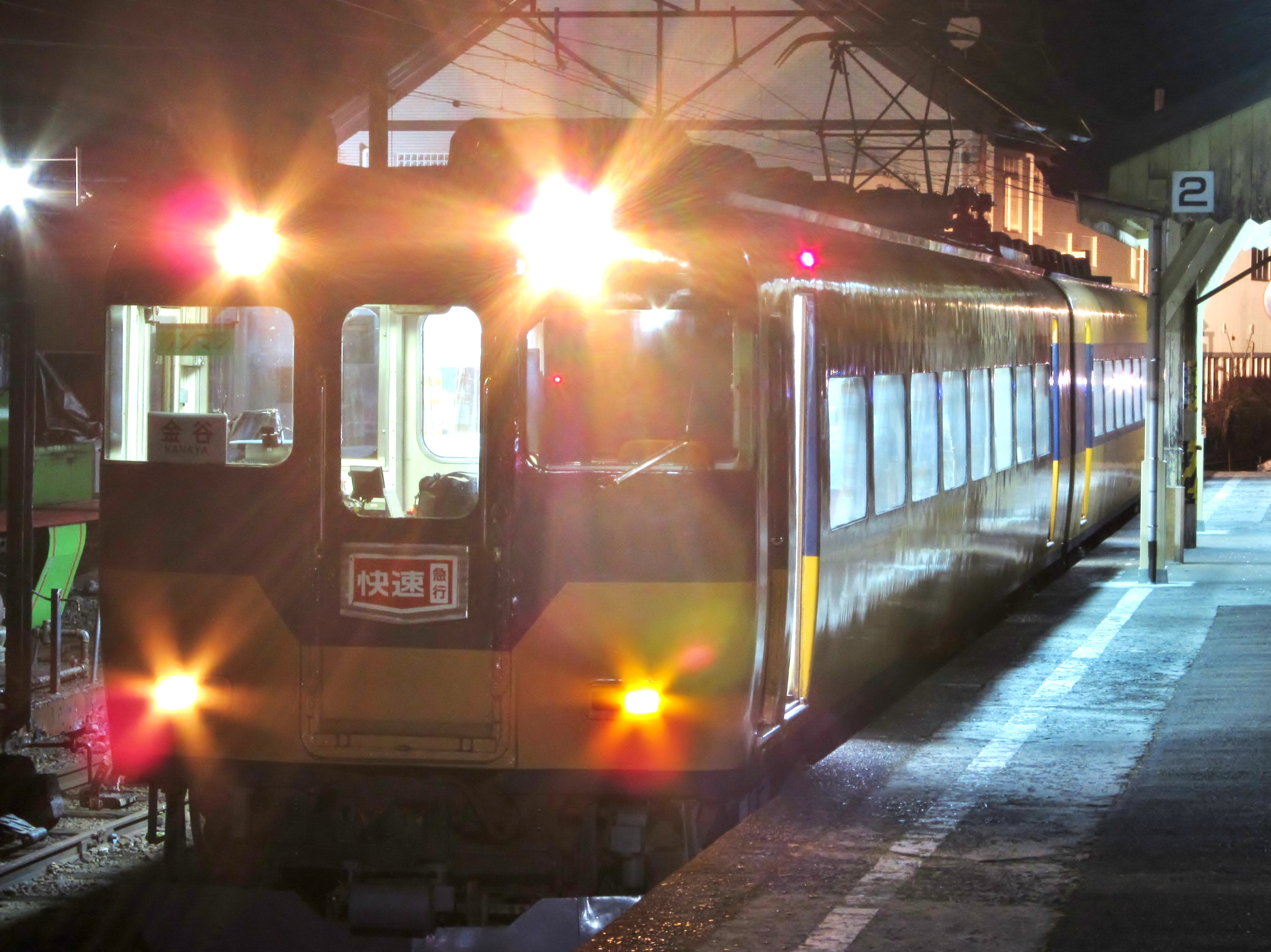
快速急行（16000系）

2023年（令和5年）10月1日から新設された列車で、2024年（令和6年）6月6日時点で、毎日運転で上りの最終列車として家山発金谷行きが1本運転されていた。電車で運行されており、急行券は不要であった。
2023年（令和5年）10月1日時点では、臨時列車として毎週金曜日とSL急行「かわね路」4号運転日に新金谷駅 - 家山駅間で1往復運行され、福用駅にも停車していた。上りは新金谷駅到着後、普通金谷行きに変更して運行していた。
同年11月の金曜日・土曜日・日曜日・祝日には、下り列車が金谷発新金谷行き臨時普通から種別変更される形で金谷始発に延長され、同列車が家山駅で千頭行き臨時連絡バスに連絡した。
2024年（令和6年）6月6日のダイヤ改正で上りの最終列車の区間急行が快速急行に変更され毎日運転となったが、福用駅が停車駅から外れた。
2025年（令和7年）3月29日・3月30日・4月5日・4月6日には、臨時列車として新金谷発家山行き・家山発金谷行きが1本ずつ運行された。
2025年（令和7年）4月7日のダイヤ改正で廃止された。

#### 区間急行

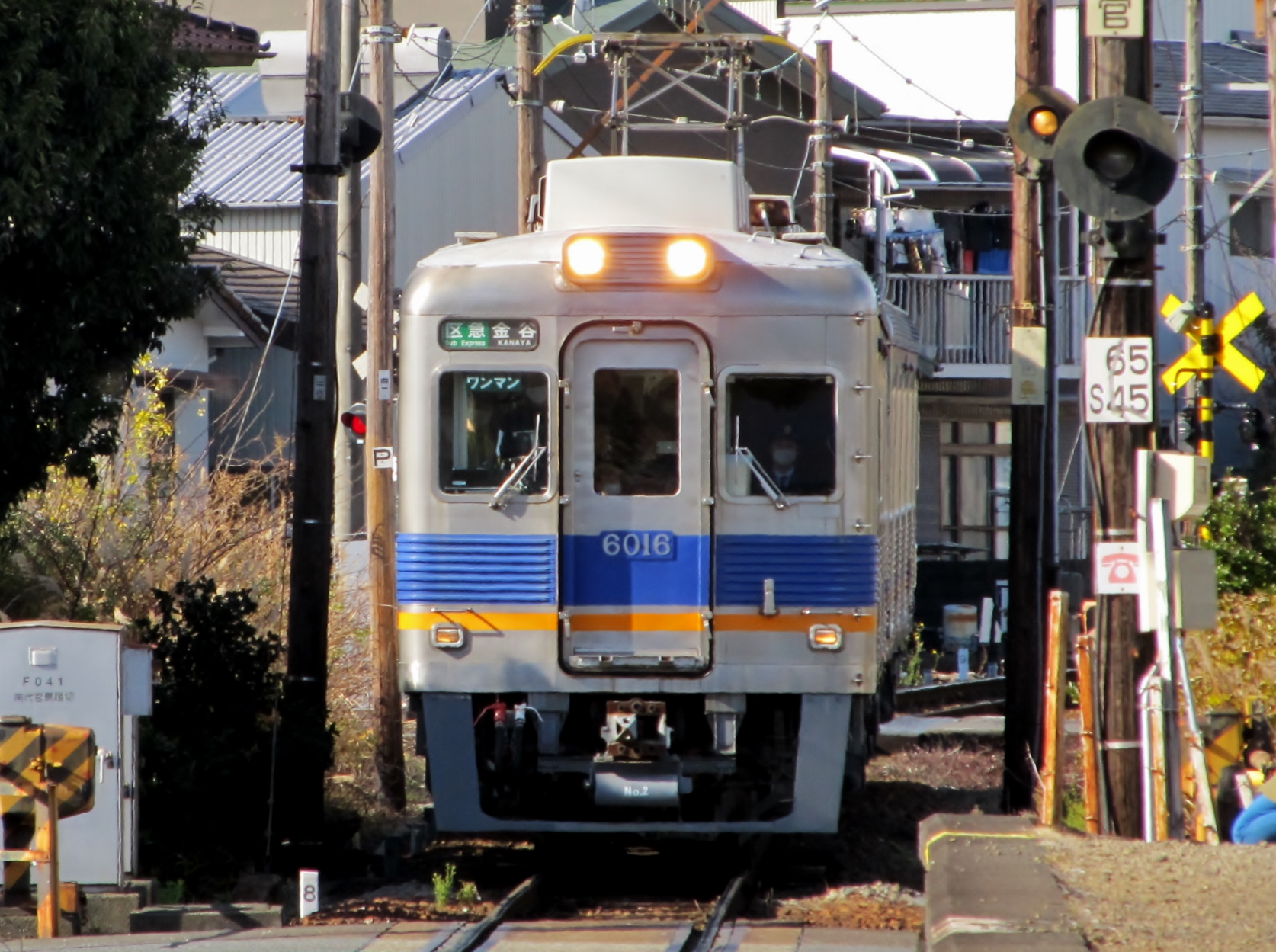
区間急行（6000系）

2023年（令和5年）10月1日から新設された列車で、2024年（令和6年）6月6日時点で、毎日運転で昼間時間帯に金谷駅 - 川根温泉笹間渡駅間で1往復運転されていた。電車で運行されており、急行券は不要であった。
2023年（令和5年）10月1日時点では、毎日運転で上りの最終列車として川根温泉笹間渡発金谷行きが1本運行されており、当時の大井川本線において定期列車として設定されている唯一の優等列車であった。
2024年（令和6年）6月6日のダイヤ改正で昼間時間帯の運転となり、下り列車が新設されたほか、門出駅・福用駅が停車駅に加わった。
2025年（令和7年）4月7日のダイヤ改正で廃止された。

## 駅一覧
- 全駅静岡県に所在。全線直流電化。
- 駅名欄の背景色が■である駅（地名駅 - 千頭駅）は、2022年（令和4年）の台風15号の影響[2]により不通となっている区間の駅を示している（2025年4月7日現在）。
- 普通列車は各駅に停車（表中省略）。
- 急行：SL急行・EL急行（かわね路号・南アルプス号）
- 特急：きかんしゃトーマス号
- 直行、電車急行、SL夜行列車などの臨時列車の停車駅はそれぞれの節を参照。

凡例
停車駅
●：停車、｜：通過
線路（全線単線）
◇・∧：列車交換可能、｜：列車交換不可
| 駅名             | 駅間 キロ | 営業 キロ | 急行 | 特急 | 接続路線                            | 線路 | 所在地          |
| ---------------- | --------- | --------- | ---- | ---- | ----------------------------------- | ---- | --------------- |
| 金谷駅           | -         | 0.0       | ●    |      | 東海旅客鉄道：CA 東海道本線（CA25） | ｜   | 島田市          |
| 新金谷駅         | 2.3       | 2.3       | ●    | ●    |                                     | ◇    | 島田市          |
| 代官町駅         | 1.5       | 3.8       | ｜   | ｜   |                                     | ｜   | 島田市          |
| 日切駅           | 0.5       | 4.3       | ｜   | ｜   |                                     | ｜   | 島田市          |
| 合格駅           | 0.7       | 5.0       | ｜   | ｜   |                                     | ◇    | 島田市          |
| 門出駅           | 0.5       | 5.5       | ｜   | ｜   |                                     | ｜   | 島田市          |
| 神尾駅           | 4.3       | 9.8       | ｜   | ｜   |                                     | ◇    | 島田市          |
| 福用駅           | 2.5       | 12.3      | ｜   | ｜   |                                     | ◇    | 島田市          |
| 大和田駅         | 2.5       | 14.8      | ｜   | ｜   |                                     | ｜   | 島田市          |
| 家山駅           | 2.3       | 17.1      | ●    | ●    |                                     | ◇    | 島田市          |
| 抜里駅           | 1.7       | 18.8      | ｜   | ｜   |                                     | ｜   | 島田市          |
| 川根温泉笹間渡駅 | 1.2       | 20.0      | ●    | ●    |                                     | ｜   | 島田市          |
| 地名駅           | 2.9       | 22.9      |      |      |                                     | ◇    | 榛原郡 川根本町 |
| 塩郷駅           | 1.4       | 24.3      |      |      |                                     | ｜   | 榛原郡 川根本町 |
| 下泉駅           | 3.1       | 27.4      |      |      |                                     | ◇    | 榛原郡 川根本町 |
| 田野口駅         | 3.6       | 31.0      |      |      |                                     | ｜   | 榛原郡 川根本町 |
| 駿河徳山駅       | 3.1       | 34.1      |      |      |                                     | ◇    | 榛原郡 川根本町 |
| 青部駅           | 2.0       | 36.1      |      |      |                                     | ｜   | 榛原郡 川根本町 |
| 崎平駅           | 1.1       | 37.2      |      |      |                                     | ｜   | 榛原郡 川根本町 |
| 千頭駅           | 2.3       | 39.5      |      |      | 大井川鐵道：井川線                  | ∧    | 榛原郡 川根本町 |

## 代行バス
ここでは2022年（令和4年）9月の台風15号によって大井川本線が長期間運休となったため、運転された代行バスについて記述する。代行バスは2022年（令和4年）9月26日から運転が開始され、金谷 - 千頭系統、金谷 - 門出系統と川根地区代行タクシーの3系統が運転された。千頭系統の停車駅は金谷駅・新金谷駅・家山駅・川根温泉笹間渡駅 - 千頭駅間の各駅だったが、途中から田野口駅が停車駅から外れた。門出系統は途中全ての駅に停車。川根地区代行タクシーは福用駅・大和田駅・家山駅に停車する便と抜里駅・家山駅に停車する便があった。本数は各系統1日4往復。
2022年（令和4年）12月16日には大井川本線が金谷駅 - 家山駅間で運転が再開されたため、代行バスは家山駅 - 千頭駅間の運行になった。また、全ての駅にに停車し、家山駅で普通列車と接続するバスに加えて、家山駅で「かわね路」1号から接続し、途中川根温泉笹間渡駅にのみ停車する「かわね路リレー号」が下り1本設定された。従来の普通列車と同様の9往復が運転されていたが、2023年（令和5年）5月8日から6往復となり、家山駅で代行バスと接続しない普通列車が増えた。2023年（令和5年）10月1日の家山駅 - 川根温泉笹間渡駅間の運転再開によるダイヤ改正では、代行バスが川根本町営バス千頭・家山線に置き換えられ廃止された。ただし家山駅から千頭駅に直行するSL・EL連絡専用バスが新設された。しかし、SL・EL連絡専用バスも同年12月3日には運転を終了したため、代行バスの運転は全て終了した。

## 大井川鐵道沿線でロケが行われた作品
- 大いなる旅路（1972年）[109]
- 宵待草（日活、1975年）[109]
- 竹久夢二恋する（松竹、1975年）[109]
- 誰か故郷を想わざる（松竹、1976年）[109]
- 悪魔の手毬歌（東宝、1977年）[109]
- 炎の舞（東宝、1978年）[109]
- 野麦峠（東宝、1978年）[109]
- 男はつらいよ 噂の寅次郎（松竹、1978年）[109]
- 動乱（東映、1979年）[109]
- 五番町夕霧楼（松竹、1981年）[109]
- さらばわが友よ（東映、1981年）[109]
- 裸の天使（チャリティ映画、1982年）[109]
- あゝ野麦峠（東宝、1982年）[109]
- 下山事件（松竹、1982年）[109]
- 燃えろ勇者（東映、1982年）[109]
- 青春の門（自立編）（東宝、1983年）[109]
- 丑三つの村（松竹、1983年）[109]
- 細雪（東宝、1983年）[109]
- 戻り川（東宝、1984年）[109]
- 陽暉楼（東映、1984年）[109]
- この子を残して（松竹、1984年）[109]
- 生徒諸君!（松竹、1984年）[109]
- THEオーディション（フィルムリンクインターナショナル、1984年）[109]
- 絵画の裏（村田企画、1984年）[109]
- CHECKERS IN TAN TAN たぬき（ニューセンチュリープロ、1985年）[109]
- 天国の駅（東映、1985年）[109]
- 零戦燃ゆ（東宝、1985年）[109]
- ムッちゃんの詩（関西共同映画社、1985年）[109]
- ボクちゃんの戦場（こぶしプロ、1985年）[109]
- 薄化粧（映像京都、1985年）[109]
- 子象物語（東宝、1986年）[109]
- 仮面ライダーBLACK（東映、1987年）
- 二十世紀少年読本（映像探偵社、1988年）[109]
- あ・うん（東宝、1989年）[109]
- 少年時代（東宝・表現社、1989年）[109]
- 陽炎（映像京都、1990年）[109]
- 何日君再来（ゴールデン・ハーベスト、1991年、中国）[109]
- 橋のない川（ガレリア、1991年）[109]
- 学校の怪談2（東宝、1996年）
- ゼロの焦点（東宝、2009年）
- 大人は信じてくれない（※ミュージックビデオ、欅坂46、2016年）[110]
- 星は夜空に見えるもの（2019年）